# Ray Spalding
Raymond Mark Spalding, né le 11 mars 1997 à Louisville dans le Kentucky, est un joueur américain de basket-ball évoluant au poste d'ailier fort.

## Biographie

### Carrière universitaire
Entre 2015 et 2018, il joue pour les Cardinals de Louisville à l'université de Louisville.

### Carrière professionnelle

#### Mavericks de Dallas (2018-jan. 2019)
Le 21 juin 2018, il est sélectionné en 56e position lors de la draft 2018 de la NBA par les 76ers de Philadelphie puis envoyé aux Mavericks de Dallas en plus du 60e choix de la même draft en échange du 54e choix de la draft.
Le 19 juillet 2018, il signe un contrat de quatre ans dont deux années garanties avec les Mavericks de Dallas.
Entre le 29 octobre 2018 et le 31 janvier 2019, il joue pour les Legends du Texas, l'équipe de G-League affiliée aux Mavericks.
Le 31 janvier 2019, il est coupé par les Mavericks de Dallas.

#### Suns de Phoenix (fév. - juin 2019)
Le 20 février 2019, il signe un contrat de 10 jours avec les Suns de Phoenix. Le 3 mars 2019, il signe avec la franchise de l'Arizona jusqu'à la fin de la saison.

#### Vipers de Rio Grande Valley (2019-jan. 2020)
Le 31 juillet 2019, il signe un contrat avec les Hawks d'Atlanta. Le 8 octobre 2019, avant le début de la saison 2019-2020, il est libéré par les Hawks. Le 10 octobre 2019, il signe un contrat avec les Rockets de Houston. Le 19 octobre 2019, avant le début de la saison 2019-2020, il est libéré par les Rockets.
Le 27 octobre 2019, il intègre l'équipe de G-League des Vipers de Rio Grande Valley, affiliée aux Rockets.

#### Hornets de Charlotte (janvier - novembre 2020)
Le 17 janvier 2020, il signe un contrat two-way avec les Hornets de Charlotte.
Le 29 novembre 2020, il est coupé.

#### Rockets de Houston (février 2021)
Le 12 février 2021, il signe un contrat two-way en faveur des Rockets de Houston. Spalding est licencié le 16 février après avoir joué 2 rencontres.

## Statistiques

### Universitaires
| Saison    | Équipe     | Matchs | Titul. | Min./m | % Tir | % 3pts | % LF | Rbds/m. | Pass/m. | Int/m. | Ctr/m. | Pts/m. |
| --------- | ---------- | ------ | ------ | ------ | ----- | ------ | ---- | ------- | ------- | ------ | ------ | ------ |
| 2015-2016 | Louisville | 30     | 6      | 17,5   | 56,0  | 33,3   | 50,0 | 2,67    | 4,33    | 0,53   | 0,93   | 5,63   |
| 2016-2017 | Louisville | 34     | 9      | 19,2   | 59,0  | 0,0    | 54,5 | 5,53    | 0,79    | 0,65   | 0,85   | 5,88   |
| 2017-2018 | Louisville | 36     | 24     | 27,6   | 54,3  | 26,3   | 64,0 | 8,67    | 1,28    | 1,50   | 1,72   | 12,33  |
| Carrière  | Carrière   | 100    | 49     | 21,7   | 55,7  | 24,0   | 57,9 | 6,30    | 0,89    | 1,04   | 1,11   | 8,13   |

### Professionnelles

#### Saison régulière
| Saison    | Équipe   | Matchs | Titul. | Min./m | % Tir | % 3pts | % LF | Rbds/m. | Pass/m. | Int/m. | Ctr/m. | Pts/m. |
| --------- | -------- | ------ | ------ | ------ | ----- | ------ | ---- | ------- | ------- | ------ | ------ | ------ |
| 2018-2019 | Dallas   | 1      | 0      | 0,9    | 0,0   | 0,0    | 0,0  | 0,00    | 0,00    | 0,00   | 0,00   | 0,00   |
| 2018-2019 | Phoenix  | 13     | 3      | 11,3   | 53,2  | 0,0    | 33,3 | 3,69    | 0,38    | 0,69   | 0,62   | 4,15   |
| Carrière  | Carrière | 14     | 3      | 10,5   | 53,2  | 0,0    | 33,3 | 3,43    | 0,36    | 0,64   | 0,57   | 3,86   |

Mise à jour le 12 mars 2020

## Records sur une rencontre en NBA
Les records personnels de Ray Spalding en NBA sont les suivants, :
| Type de statistique        | Saison régulière | Saison régulière                  | Saison régulière |
| Type de statistique        | Record           | Adversaire                        | Date             |
| -------------------------- | ---------------- | --------------------------------- | ---------------- |
| Points                     | 21               | Pelicans de La Nouvelle-Orléans   | 5 avril 2019     |
| Paniers marqués            | 10               | Pelicans de La Nouvelle-Orléans   | 5 avril 2019     |
| Paniers tentés             | 13               | Pelicans de La Nouvelle-Orléans   | 5 avril 2019     |
| Paniers à 3 points réussis | -                | -                                 | -                |
| Paniers à 3 points tentés  | 1                | 3 fois                            | 3 fois           |
| Lancers francs réussis     | 1                | 4 fois                            | 4 fois           |
| Lancers francs tentés      | 4                | Jazz de l'Utah                    | 3 avril 2019     |
| Rebonds offensifs          | 7                | Pelicans de La Nouvelle-Orléans   | 5 avril 2019     |
| Rebonds défensifs          | 6                | 2 fois                            | 2 fois           |
| Rebonds totaux             | 13               | Pelicans de La Nouvelle-Orléans   | 5 avril 2019     |
| Passes décisives           | 2                | 2 fois                            | 2 fois           |
| Interceptions              | 3                | Pelicans de La Nouvelle-Orléans   | 5 avril 2019     |
| Contres                    | 3                | Pelicans de La Nouvelle-Orléans   | 5 avril 2019     |
| Balles perdues             | 2                | @ Pelicans de La Nouvelle-Orléans | 16 mars 2019     |
| Minutes jouées             | 29               | Pelicans de La Nouvelle-Orléans   | 5 avril 2019     |

- Double-double : 1
- Triple-double : 0

Dernière mise à jour : 5 novembre 2020